# Hoot Kloot
Hoot Kloot (no Brasil: Xerife Hoot-Kloot) é uma série de desenho animado, criado pelos estúdios DePatie-Freleng Enterprises. Estreou nos EUA em 19 de Janeiro de 1973.
O desenho é sobre o Xerife Hoot Kloot e seu cavalo manco, Molenga. Embora pareça durão e ter pose de herói, os bandidos roubam tudo o que querem, bem na sua frente.

## Lista de episódios
nomes originais (em inglês)
1. Kloot's Kounty
2. Apache On The County Seat
3. The Shoe Must Go On
4. A Self-Winding Sidewinder
5. Pay Your Buffalo Bill
6. Ten Miles To The Gallop
7. Stirrups And Hiccups
8. Phony Express
9. Giddy-Up Woe
10. Gold Struck
11. As The Tumbleweed Turns
12. The Badge And The Beautiful
13. Strange On The Range
14. Big Beef At The O.K. Corral
15. By Hoot Or By Crook
16. Saddle Soap Opera
17. Mesa Trouble

## Ficha técnica
- Distribuição: United Artists
- Direção: Hawley Pratt
- Produção: David H. DePatie e Friz Freleng
- Animação: Bob Richardson, Don Williams, Bob Bemiller, John Freeman, Reuben Timmins
- Roteirista: John W. Dunn.
- Data de estréia: 19 de Janeiro de 1973
- Colorido

## Dubladores

### No Brasil[1]
- Hoot Kloot: Castro Gonzaga, Pádua Moreira
- Molenga: Carlos Marques